# Servi Fulvi Flac
Servi Fulvi Flac (en llatí Servius Fulvius Flaccus) va ser un magistrat romà. Formava part de la gens Fúlvia, una família romana d'origen plebeu.
Va ser elegit cònsol l'any 135 aC amb Quint Calpurni Pisó, i va sotmetre els vardeis d'Il·líria. Ciceró diu d'ell que era un bon literat i molt eloqüent. Va ser acusat una vegada d'incest i defensat per Gai Escriboni Curió.